# Међународна колонија уметничке керамике
Међународна колонија уметничке керамике се одржава, захваљујући старом грнчарском занату, у Злакуси. Колонија се одржава у августу сваке године, у организацији Удружења „Керамика Злакуса”, под руководством Софије Бунарџић академског сликара-керамичара из Ужица и под покровитељством Града Ужица и Министарства културе Републике Србије.
Посебност ове колоније огледа се кроз грађење финих спона између традиционалног лончарства јединственог по материјалу, методу рада и печењу керамике на отвореном пламену ватре и са друге стране савремених тендеција у уметничкој керамици. Кроз колоније је прошао велики број уметника са свих континената (око 300), ликовних критичара, археолога, уметничких фотографа и архитеката.

## Измештање колоније у Крчагово
Почев од 2021. године колонија мења простор – сели се у зграду бивше касарне (у ужичком насељу Крчагово), која се показала погодном за одржавање колоније „Злакуса”. Уметници су задовољни новим концептом, кажу да је простор феноменалан, те истичу да би хтели да се колонија и убудуће овде организује, а да током њеног трајања редовно посећују Злакусу, и у његовим радионицама реалозују део свог умећа.
Мислим да таква идеја има смисла, уз остало и зато што смо од града у овој згради добили одличан простор за галерију наше колоније и магацин за уметничке радове настале током ње, а у пространом холу је радионица где уметници стварају. Наравно, веза са Злакусом је кључна, ту је колонија оставила трага, допринела очувању старог заната, сарадњи са мајсторима... Из тог села нам је технологија и материјал, рад на ручном точку. У Злакуси испред радионице Сарван на крају ове колоније је печење уметничких радова на отвореној ватри (на око 700 степени), што је аутентично за тај стари занат – каже за „Политику” Софија Бунарџић, додајући да овогодишња колонија, на којој није било могуће укључити већи број уметника због епидемијске ситуације, траје до 18. августа.

## Допринос колоније очувању лончарског заната у Злакуси
Међународна уметничка колонија „Злакуса”, која је током 26 година трајања окупила 370 уметника из 37 земаља, допринела је да се стари лончарски занат из Злакусе (који је био пред изумирањем кад је колонија заживела) врати у живот и, као круна свега, прошле године стави на Унескову листу нематеријалног културног наслеђа.